# معركة مبروكة
معركة مبروكة هي معركة وقعت في 22 سبتمبر (أيلول) 2014 في سوريا خلال الحرب الأهلية السورية عندما هاجمت وحدات حماية الشعب الكردية مواقع الميليشيات التابعة لتنظيم الدولة الإسلامية في العراق والشام (داعش) في قرية مبروكة الواقعة في مدينة راس العين بمحافظة الحسكة.

## التسلسل الزمني للأحداث
في 22 سبتمبر (أيلول) 2014، هاجم مقاتلون سوريون أكراد ينتمون لوحدات حماية الشعب الكردية مواقع تنظيم الدولة الإسلامية في العراق والشام (داعش) الواقعة في جنوب غرب مدينة رأس العين، أو سري كانيه. بدأ القتال عند قرية مبروكة، وكان هدف الأكراد هو صرف انتباه الجهاديين المشاركين في الهجوم على مدينة كوباني والتقدم نحو مدينة تل أبيض. وفي 23 سبتمبر (أيلول) 2014، أعلن الأكراد أنهم سيطروا على قريتي راوية والدهماء، فضلاً عن قرية مبروكة الصغيرة، وقتلوا 40 جهاديًا في حين سقط تسعة قتلى في صفوف وحدات حماية الشعب. استمرت المعارك الدائرة في قرى الراوية والدهماء وثمد. وفي صباح يوم 25 سبتمبر (أيلول) 2014، كان قد سقط 20 قتيلاً من جانب وحدات حماية الشعب و16 قتيلاً من جانب داعش خلال ثلاثة أيام من بدء الاشتباكات وفقًا لما ذاكره المرصد السوري لحقوق الإنسان. كما قام الجهاديون بفصل القوات المشاركة في معركة كوباني للمشاركة في الاشتباكات الدائرة في قرية مبروكة. وفي 27 سبتمبر (أيلول) 2014، كانت خسائر وحدات حماية الشعب قد بلغت خلال خمسة أيام من بدء الاشتباكات 40 قتيلاً سقط بعضهم ضحايا لتفجير انتحاري نفذه عناصر من تنظيم داعش وفقًا لما ذكره المرصد السوري لحقوق الإنسان.
سيطرت وحدات حماية الشعب الكردية في 16 أكتوبر (تشرين الأول) 2014 على بلدة تلة زنكات الواقعة غرب مدينة رأس العين، وتمكنت من قتل 20 جهاديًا من تنظيم داعش في حين سقط اثنين من القتلى في صفوف المقاتلين الأكراد. وفي 12 نوفمبر (تشرين الثاني) 2014، سيطرت وحدات حماية الشعب الكردية على قرى كاجو والعصفورية والسويدية وبرقة وكواشيلة بعد اشتباكات دارت مع جهاديي تنظيم الدولة الإسلامية. وفي 16 نوفمبر (تشرين الثاني) 2014، هاجمت وحدات حماية الشعب قريتي مستريحة وفلسطين، وقتل سبعة من رجال داعش في كمين بالقرب من تل أبو بكر. وفي 19 نوفمبر (تشرين الثاني) 2014، دار الاشتباكات في قريتي عاليا وتل تمر، كما هاجمت وحدات حماية الشعب مُجدّدًا قريتي مبروكة والدهماء. وفي يومي 12 و13 ديسمبر (كانون الأول) 2014، شنت وحدات حماية الشعب الكردية هجومين على قرية تل أبو بكر وقرية رسم الحجة، وقُتل خلال هذه الاشتباكات ما لا يقل عن 16 جهاديًا وفقًا لما ذكره المرصد السوري لحقوق الإنسان بينما يتكبد المقاتلون الأكراد أي خسائر في الأرواح.